# Nihonio
Il nihonio o giapponio (precedentemente noto col nome sistematico temporaneo ununtrio, o eka-tallio) è l'elemento chimico di numero atomico 113. È un elemento superpesante sintetico della tavola periodica. Il nome Nihonium (in inglese) e il simbolo Nh sono stati proposti dagli scopritori. L'elemento è stato introdotto nella tavola periodica ufficiale dell'IUPAC il 30 dicembre 2015, insieme agli elementi con numero atomico 115, 117 e 118, andando così a completare il settimo periodo della tavola.
Si sa molto poco del nihonio, poiché è stato prodotto solo in quantità molto piccole che decadono in pochi secondi. La vita anomala di alcuni nuclidi superpesanti, inclusi alcuni isotopi di nihonio, è spiegata dalla teoria dell '"isola di stabilità". Gli esperimenti supportano la teoria, in quanto l'emivita degli isotopi di nihonio confermati che passa dall'ordine dei millisecondi ai secondi man mano che vengono aggiunti neutroni e che ci si avvicina all'isola. È stato calcolato che il nihonio abbia proprietà simili ai suoi omologhi boro, alluminio, gallio, indio e tallio. Tutti tranne il boro sono metalli di post-transizione e ci si aspetta che anche il nihonio sia un metallo di post-transizione. Dovrebbe anche tuttavia vantare molte differenze importanti rispetto ad essi; per esempio, il nihonio dovrebbe essere più stabile nello stato di ossidazione +1 rispetto allo stato +3, come accade con il tallio, ma nello stato +1 il nihonio dovrebbe comportarsi più come l'argento e l'astato. Esperimenti preliminari nel 2017 hanno mostrato che il nihonio elementare non è molto volatile; la sua chimica rimane in gran parte inesplorata.

## Origine del nome
Il primo nome attribuito all'elemento è stato il nome sistematico temporaneo ununtrio.
I ricercatori del RIKEN avevano suggerito due nomi da dare all'elemento, qualora la IUPAC avesse attribuito loro la scoperta: japonium (giapponio) e rikenium (rikenio).
Nel 2016 vengono approvati il nome nihonio e il simbolo Nh. Il nome nihonio deriva dalla parola giapponese "nihon", uno dei due modi per dire "Giappone". La scelta di questo nome è mirata ad identificare la nazione in cui è stata effettuata la scoperta, trattandosi questa della prima volta che un elemento viene scoperto nel continente asiatico.

## Storia
Il 1º febbraio 2004, la sintesi del moscovio e del nihonio sono state riportate nella Physical Review C da un gruppo composto da scienziati russi del Istituto unito per la ricerca nucleare dell'Università di Dubna e scienziati statunitensi del Lawrence Livermore National Laboratory. La loro scoperta è ancora in attesa di validazione.
Il gruppo ha riportato di aver bombardato dell'americio (elemento 95) con del calcio (elemento 20), producendo quattro atomi di moscovio (elemento 115). Questi atomi, secondo quanto riportato, sono decaduti in nihonio (elemento 113) in una frazione di secondo. Il nihonio prodotto è esistito per 1,2 secondi, prima di decadere in elementi noti.
4820Ca + 24395Am →288.287Mc → 284.283Nh →
Il 23 luglio 2004 un gruppo di scienziati giapponesi del RIKEN ha ottenuto un singolo atomo di 278Nh mediante una reazione di fusione fredda (intesa come reazioni nucleari a bassa energia cinetica) tra il bismuto-209 e lo zinco-70. I risultati sono stati pubblicati il 28 settembre 2004.
7030Zn + 20983Bi → 279113Nh* → 278113Nh + 10n
Nel mese di settembre 2012 sono stati annunciati i risultati di un esperimento, descritto da Kosuke Morita e collaboratori, in cui sono stati fatti collidere ioni zinco accelerati fino al 10% della velocità della luce su un bersaglio di bismuto che ha creato uno ione molto pesante, poi decaduto in mendelevio (l'elemento 101) attraverso sei decadimenti alfa consecutivi. Dato che questo tipo di decadimento e gli isotopi intermedi sono noti, si può considerare assodata la creazione dell'elemento 113.
In data 30 dicembre 2015 IUPAC ha comunicato ufficialmente la propria decisione di attribuire la scoperta al team giapponese di RIKEN, invitando il medesimo a proporre un nome ed un simbolo definitivi per l'elemento numero 113. Le analoghe istanze da parte degli scienziati russi e statunitensi non sono state accolte .
In data 28 novembre 2016 per l'elemento è stato approvato definitivamente il nome di Nihonio, da Nihon (terra del sol levante), il nome del Giappone in lingua originale. Simbolo chimico (Nh).